# Logitech G15

Logitech G15 Refresh

Logitech G15 — клавиатура, выпущенная компанией Logitech, и разработанная специально для геймеров. Главными особенностями клавиатуры являются блок из 18 клавиш, расположенных в левой части клавиатуры, каждая из которой может содержать по три макроса (в сумме можно настроить клавиатуру на воспроизведение 54х макросов), а также монохромный дисплей, оснащенный белой или голубой подсветкой (который отображает различную информацию из приложений). Данный экран является единственным отличием между G15, и «младшим» продуктом в линейке компании — клавиатурой Logitech G11. Компания Logitech распространяет специальный SDK для разработки приложений с поддержкой ЖК-экрана.
В 2007 году Logitech выпустила новую версию G15, которая известна, как «Logitech G15» (официальное название оригинальной клавиатуры — Logitech G15 Gaming keyboard), или же «Logitech G15 version 2» (v2). В новой версии появилась оранжевая подсветка (вместо голубой), и только у клавиши записи макросов осталась голубая подсветка. Также количество «G»-клавиш было уменьшено до 6, что дало возможность записывать до 18 макросов. В отличие от первоначальной версии, экран не был подвижен, а являлся составляющей клавиатуры, и уже нельзя было изменять его положение. Также, в соответствии с новым размещением экрана, по-новому были размещены и клавиши. За новой версией G15 закрепили название «G15 Refresh». После выпуска новой версии клавиатуры, старая версия снята с производства.

## Поддержка различных приложений
Многие игры изначально поддерживают экран G15. При запуске игр, на дисплей выводится такая информация, как количество оставшихся патронов, здоровья, брони, гранат и т. п. Некоторые игры требуют установки заплатки, которая позволяет корректно работать игре с дисплеем. Список официально поддерживаемых игр и приложений приведен ниже:
| Игра                                            | Статус                                                                       |
| ----------------------------------------------- | ---------------------------------------------------------------------------- |
| Age of Conan: Hyborian Adventures               | Полная поддержка                                                             |
| America's Army                                  | Полная поддержка                                                             |
| Armed Assault                                   | Расширение                                                                   |
| Battlefield 2                                   | Расширение (недоступная ссылка)                                              |
| Battlefield 2142                                | Полная поддержка                                                             |
| Battlefield: Bad Company 2                      | Полная поддержка                                                             |
| Brothers In Arms: Earned in Blood               | Частично                                                                     |
| Borderlands                                     | Полная поддержка                                                             |
| City of Heroes                                  | Частично                                                                     |
| Sid Meier´s Civilization IV                     | Частично                                                                     |
| Crysis                                          | Полная поддержка                                                             |
| Command & Conquer 3: Tiberium Wars              | Полная поддержка                                                             |
| Command & Conquer 3: Kane's Wrath               | Полная поддержка                                                             |
| Commandos: Strike Force                         | Полная поддержка                                                             |
| Counter-Strike: Source / Counter-Strike 1.6     | Не поддерживается                                                            |
| The Elder Scrolls IV: Oblivion                  | Расширение                                                                   |
| Enemy Territory: Quake Wars                     | Полная поддержка                                                             |
| EverQuest II                                    | В русской версии поддержка отсутствует                                       |
| Falcon 4.0: Allied Force                        | Полная поддержка (Начиная с версиеи Game Panel Software 2.02.101 и выше)     |
| Garry's Mod                                     | Расширение                                                                   |
| Guild Wars                                      | Расширение                                                                   |
| GT Legends                                      | Полная поддержка                                                             |
| GTR                                             | Полная поддержка                                                             |
| GTR2                                            | Полная поддержка                                                             |
| Hellgate: London                                | Полная поддержка                                                             |
| The Lord of the Rings Online: Shadows of Angmar | Полная поддержка                                                             |
| Neverwinter Nights 2                            | Полная поддержка                                                             |
| Prey                                            | Полная поддержка, но только в Steam-версии                                   |
| Red Orchestra: Ostfront 41-45                   | Полная поддержка                                                             |
| rFactor                                         | Полная поддержка                                                             |
| Rise of Legends                                 | Расширение                                                                   |
| Sid Meier's Railroads!                          | Полная поддержка                                                             |
| SiN Episodes: Emergence                         | Полная поддержка                                                             |
| Skulltag                                        | Полная поддержка                                                             |
| Star Wars Battlefront II                        | Требуется патч                                                               |
| Star Wars Galaxies                              | Полная поддержка (с Главы 4)                                                 |
| TimeShift                                       | Полная поддержка                                                             |
| The Witcher                                     | Полная поддержка                                                             |
| Titan Quest: Immortal Throne                    | Сохраняется в папке плагинов                                                 |
| Tom Clancy's Rainbow Six: Lockdown              | Полная поддержка                                                             |
| Unreal Tournament 2004                          | Требуется патч                                                               |
| Vanguard: Saga of Heroes                        | Полная поддержка                                                             |
| Vendetta Online                                 | Полная поддержка                                                             |
| War Front: Turning Point                        | Полная поддержка                                                             |
| Warhammer: Mark of Chaos                        | Полная поддержка                                                             |
| World of Warcraft                               | Полная поддержка (с версии v1.11, кроме русской версии клиента)              |
| X³: Reunion                                     | плагин                                                                       |
| Прочие приложения                               | Статус                                                                       |
| aMSN                                            | плагин                                                                       |
| EGS                                             | Полная поддержка                                                             |
| foobar2000 audioplayer                          | плагин                                                                       |
| Fraps                                           | Полная поддержка (с версии v2.7)                                             |
| G15Web                                          | плагин                                                                       |
| Miranda IM                                      | плагин                                                                       |
| MSN                                             | плагин                                                                       |
| Mumble                                          | Полная поддержка                                                             |
| Proxi                                           | плагин                                                                       |
| RivaTuner                                       | Полная поддержка                                                             |
| Second Life                                     | Полная поддержка                                                             |
| Skype                                           | плагин                                                                       |
| Song lyrics (MiniLyrics G15 plugin)             | плагин                                                                       |
| TeamSpeak                                       | плагин                                                                       |
| TeamSpeak 3.0                                   | Полная поддержка (Необходимо включить плагин, идёт в комплекте дистрибутива) |
| Trillian                                        | плагин                                                                       |
| QIP                                             | плагин (недоступная ссылка)                                                  |
| Ventrilo                                        | Полная поддержка                                                             |
| Winamp                                          | Расширение                                                                   |
| Lyrics (WVS)                                    | плагин                                                                       |
| WeatherG15                                      | плагин                                                                       |
| WinUAE                                          | Полная поддержка                                                             |
| Xfire                                           | Полная поддержка                                                             |